# あら町
あら町（あらまち）は、群馬県高崎市の地名。郵便番号は370-0831。面積は0.06km2（2012年現在）

## 地理
前橋台地の南端、烏川左岸の東方高崎城大手東南部に位置する。高崎駅の西側に位置しており、店などが立ち並んでいる。

## 歴史
江戸時代頃からの地名である。江戸時代は高崎城の城下町の1町だった。中山道が町内を通過していたため、慶応年間から伝馬宿、寛永9年から問屋を勤め、本町・田町と並んで高崎城下三伝馬町の1つとなる
元は「新町」（あらまち）と表記していたが、多野郡新町との合併により町名が重複するため、2006年1月23日に「あら町」の表記に改められた。

### 年表
- 1889年（明治22年）4月1日 町制施行で高崎町の町名となる。
- 1900年（明治33年）4月1日 市制施行で高崎町は高崎市となる。
- 2006年（平成18年）1月23日 高崎市が多野郡新町と合併する際に、町名が重複してしまうため、「新」をひらがなにして「あら」とし、「あら町」の表記に改めた。

## 世帯数と人口
2017年（平成29年）8月31日現在の世帯数と人口は以下の通りである。
| 町丁   | 世帯数  | 人口  |
| ------ | ------- | ----- |
| あら町 | 323世帯 | 647人 |

## 小・中学校の学区
市立小・中学校に通う場合、学区は以下の通りとなる。
| 番地 | 小学校           | 中学校             |
| ---- | ---------------- | ------------------ |
| 全域 | 高崎市立南小学校 | 高崎市立高松中学校 |

## 交通

### 鉄道
同町に鉄道駅はない。

### 道路
国道は通っていない。県道は群馬県道25号高崎渋川線、群馬県道29号あら町下室田線、群馬県道31号高崎停車場線が通っている。

## 施設
- 高崎駅前通郵便局
- シネマテークたかさき
- 高崎信用金庫 南支店